# Ekkyklema

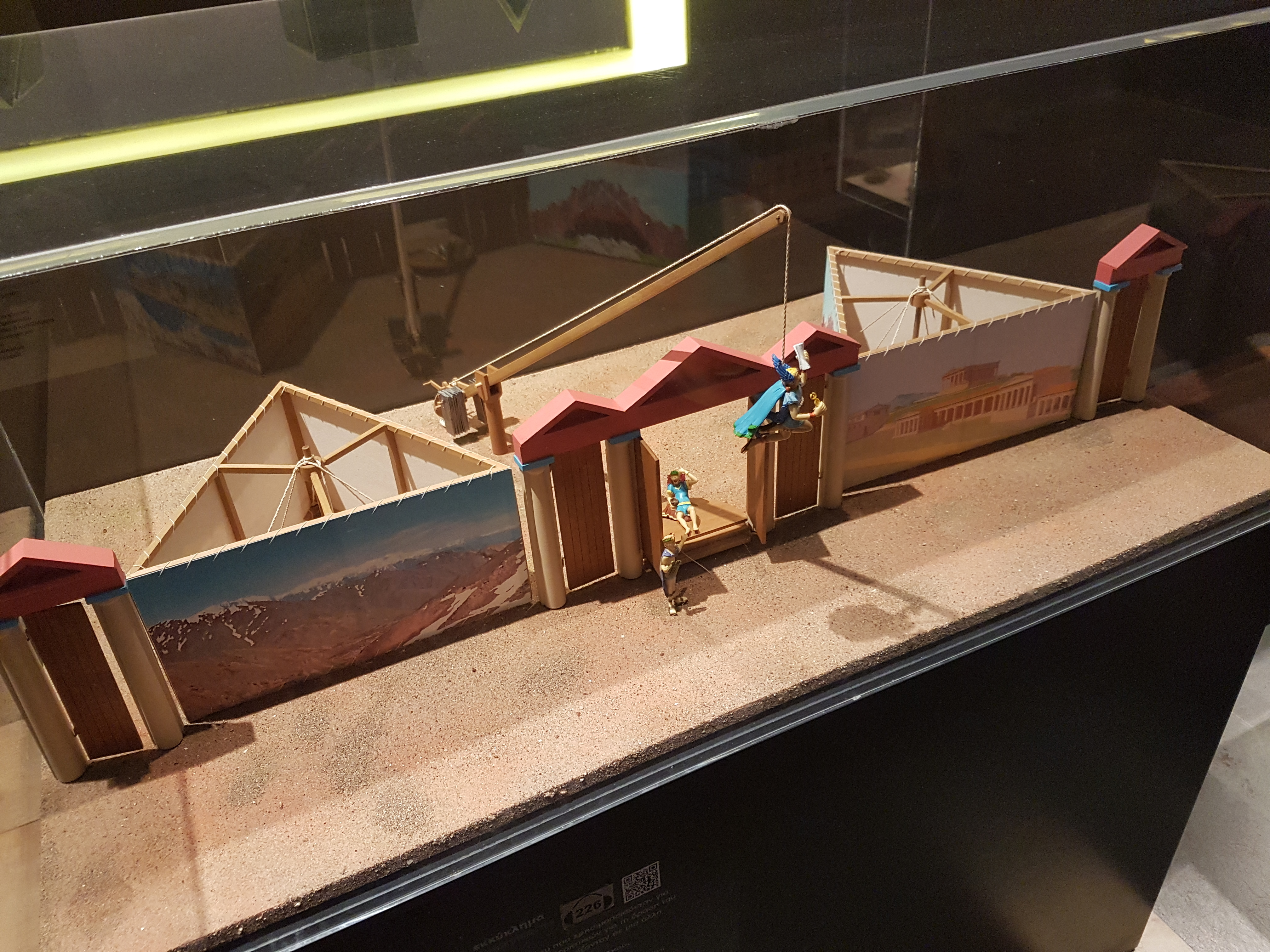
Ekkyklema, V wiek p.n.e. - makieta współczesna, Muzeum w Tessalonikach.

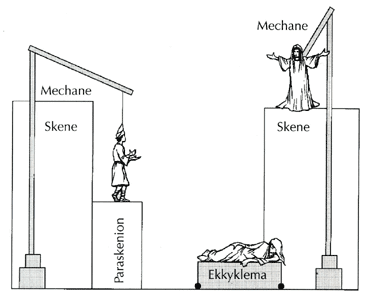
Schemat działania ekkyklemy.

Ekkyklema (gr. εκκύκλημα,  ekkyliin – wytaczać) – rodzaj machiny teatralnej w starożytnej Grecji. 

## Opis
Ekkyklema była to platforma na kołach, wytaczana (na kołach lub walcach) z wnętrza skênê podczas spektakli teatralnych w starożytnej Grecji. Machinę prawdopodobnie wytaczano przez otwarte drzwi po specjalnie przygotowanym torze.
Dzięki zastosowaniu mechanizmu, można było uzyskać konkretny efekt teatralny w postaci przeniesienia sceny z wnętrza budynku przed oczy zaskoczonej widowni. Dotyczyło to szczególnie tragedii, w których kulminacyjnym momentem było ujawnianie martwych ciał (np. ciało Hipolita w sztuce Eurypidesa lub zwłoki Eurydyki w Antygonie Sofoklesa). 
Ekkyklema była również używana w komedii, by sparodiować tragiczny efekt wydarzeń. Taki zabieg zastosowano np. w Thesmoforiach Arystofanesa: Agaton w tej sztuce jest obracany na ekkyklemie, aby wzmocnić komiczny absurd sceny.
Konstrukcja ewoluowała: od niewielkiej platformy do takiej, która mogła pomieścić i wytoczyć np. dwunastoosobowy chór wraz z siedziskami.
Nazwa ekkyklema jako rzeczownik pojawia się w źródłach dopiero w II wieku n.e.